# Chionaema postflavida
Chionaema postflavida là một loài bướm đêm thuộc phân họ Arctiinae, họ Erebidae.